# Jonatan Christie
Jonatan Christie, de son nom complet Leonardus Jonatan Christie et surnommé Jojo,, né à Jakarta en Indonésie le 15 septembre 1997, est un joueur de badminton indonésien.  
Vainqueur en simple des Jeux asiatiques de Jakarta en 2018, il atteint le 4e rang mondial en août 2019. 

## Biographie
Il est le fils d'Andreas Adi Siswa et Teresia Marlanti Djaja (Dewi). Il a un frère aîné autiste.
Il est de confession catholique.
Il commence à jouer au badminton à l'école, en 2005, et joue son premier match international (hors junior) en 2013.

## Palmarès
En 2018, il remporte la médaille d'or en simple aux Jeux asiatiques de Jakarta en trois sets (21-18, 20-22, 21-15) face au Taïwanais Chou Tien-chen.
En 2019, il gagne son premier titre en simple sur le BWF World Tour à l'Open de Nouvelle-Zélande, puis également l'Open d'Australie un mois plus tard (tous deux tournois de catégorie super 300),,.
Il participe aux Jeux olympiques de 2020, terminant au 9e rang du simple.
En 2022, il remporte le titre en simple à l'Open de Suisse (tournoi de catégorie super 300) en deux sets (21-12, 21-18) face à l'Indien H.S. Prannoy,.